# Caspar Schoppe
Caspar Schoppe (Neumarkt, 27 maggio 1576 – Padova, 19 novembre 1649) è stato un umanista e filosofo tedesco.
È noto anche come Gaspare Sciòppio (italianizzazione del cognome, attraverso il latino Scioppius, secondo l'uso degli umanisti di dar veste latina ai loro nomi). Si trova citato, presso i maggiori cultori di Giordano Bruno, anche col nome di Caspar Schopp.

## Biografia
Nacque a Neumarkt nell'Alto Palatinato il 27 maggio 1576, da una famiglia luterana di umili origini. Studiò all'Università di Heidelberg e a quella di Altdorf, dove ebbe per maestri Nicolaus Taurellus e il filologo Conradus Rittershusius. Segnalatosi per l'intensa attività intellettuale, sfociata nella composizione di numerose opere filologiche ed edizioni di testi classici, si convertì al cattolicesimo a Praga nel 1598, dopo aver letto gli Annales Ecclesiastici di Cesare Baronio e ottenne il favore di papa Clemente VIII con le sue critiche alle confessioni protestanti.
A causa della sua conversione, perse tutti gli ammiratori d'oltralpe, tra cui Kaspar von Barth, Daniel Heinsius e Giuseppe Giusto Scaligero, con il quale iniziò una lunga polemica. Per incarico dei suoi protettori romani, Schoppe divenne un eloquente polemista al servizio della Controriforma. Con lo zelo del neofita si scagliò contro calvinisti e luterani; neanche i re Enrico IV di Francia e Giacomo I d'Inghilterra furono al sicuro dai suoi attacchi mordaci. L'Ecclesiasticus auctoritati Jacobi regis oppositus (1611), duro attacco al re inglese Giacomo I, sollevò un vespaio di polemiche, spingendo l'ambasciatore inglese a Venezia, Henry Wotton, e il celebre filologo Isaac Casaubon, a replicare ufficialmente all'opera. Giacomo I ne fu talmente irritato che fece giustiziare Schoppe in effigie.
Dal 1607 fu al servizio dell'arciduca Ferdinando, poi imperatore col nome di Ferdinando II, per conto del quale svolse diversi incarichi diplomatici. Ferdinando lo inviò a Roma nel 1609 per ottenere il consenso del Papa al progetto della Lega Cattolica. Tra il 1613 e il 1615 fu in Spagna per chiedere a Filippo III sostegno finanziario alla Lega. Dopo un lungo soggiorno a Ingolstadt e Augusta, nel 1616 si trasferì a Milano, dove nel 1619 pubblicò il bellicoso Classicum belli sacri (La tromba della guerra santa), in cui chiedeva una guerra totale contro i protestanti. L'opera suscitò innumerevoli repliche da parte protestante, come la tuba pacis (La tromba della pace) del filologo tedesco Matthias Bernegger. A Milano Schoppe prese contatti con il duca di Mantova Federico II Gonzaga che gli conferì una lauta pensione. Fu solo nel 1621, dopo l'elezione di Gregorio XV, che Schoppe tornò a Roma per tentare di influenzare la politica papale in Germania. Tra il 1618 e il 1623 dedicò un corpo di scritti alla difesa di Niccolò Machiavelli, culminati nella Paedia Politices (1623), che ebbe vasta risonanza in Europa e fu ristampata nel 1663 da Hermann Conring (1606-1681) con un commento dell'erudito francese Gabriel Naudé. Alla fine del 1626 Schoppe lasciò Roma; da Milano cercò di impedire l'inizio della guerra di successione di Mantova. Nello stesso periodo pubblicò diversi volumi pedagogici sull'insegnamento delle lingue, in aperta polemica con i Gesuiti e i loro metodi didattici. «Nelle sue Consultationes de scholarum et studiorum ratione [propose] un curriculo di studi latini in soli quattro anni, in cui era drasticamente ridotto e sfrondato l’apprendimento di regole ed eccezioni grammaticali. È nota ... la grande influenza che gli scritti di Schoppe ebbero sulla Congregazione delle Scuole Pie e sull’ordinamento scolastico dei loro collegi. Gli Scolopi adottarono infatti la Grammatica philosophica del filologo tedesco, e alle sue opere si richiamò apertamente anche Giovanni Francesco Apa, lo scolopio autore di alcuni manuali in uso nelle scuole dell’Ordine.»
Nel 1636 Schoppe si ritirò definitivamente a Padova, dove morì il 19 novembre del 1649. Fu sepolto nella chiesa di San Tommaso Apostolo.

### L'opera
Lo Schoppe, celebre ai suoi tempi come latinista, si occupò anche di grammatica e di filosofia: il suo capolavoro è forse la Grammatica philosophica, pubblicata a Milano nel 1628. Tra le opere filologiche sono particolarmente importanti i Verisimilium libri quatuor (1596) e i Suspectarum lectionum libri quinque (1597), e un manuale di filologia, il De arte critica (1597), tutti stampati a Norimberga. La fama che gli procurarono questi scritti gli permise di entrare in contatto con i più grandi filologi del tempo, da Giusto Lipsio a Giuseppe Giusto Scaligero.
Lo Stemma Gonzagicum, studio della genealogia della famiglia Gonzaga, di Mantova gli fruttò dal duca Ferdinando la donazione di estesi poderi nell'area di Goito. Su invito dei Gonzaga redasse anche le Origines Gonzagicae (rimaste inedite).
Molti sono gli inediti dello Schoppe, per lo più di argomento filologico e polemico.

## Opere
- (LA) Caspar Schoppe, Verisimilium libri quatuor, Norimbergae, Paulus Kaufmann, 1596. URL consultato il 3 febbraio 2020.
- (LA) Caspar Schoppe, Suspectarum lectionum libri quinque, Norimbergae, Paulus Kaufmann, 1597. URL consultato il 3 febbraio 2020.
- (LA) Caspar Schoppe, De arte critica, Norimbergae, Valentinus Fuhrmannus, 1597. URL consultato il 3 febbraio 2020.
- (LA) Caspar Schoppe, Epistola De Variis Fidei Catholicae Dogmatibus, Ingolstadii, Eder, 1599. URL consultato il 3 febbraio 2020.
- (LA) Caspar Schoppe, Scaliger Hypobolimaeus, Moguntiae, Albinus, 1607. URL consultato il 3 febbraio 2020.
- (LA) Caspar Schoppe, Stemma Gonzagicum, Casali, apud Pantaleonem Goffium imp. Duc., 1619.
- (LA) Caspar Schoppe, Classicum belli sacri, Ticini, typis Petri Bartholi, 1619. URL consultato il 3 febbraio 2020.
- (LA) Caspar Schoppe, Paedia politices, Romae, Ruffinelli, 1623. URL consultato il 3 febbraio 2020.
- (DE) Caspar Schoppe, Flagellum jesuiticum, 1632. URL consultato il 3 febbraio 2020.
- (LA) Caspar Schoppe, Mysteria patrum jesuitarum, Lampropoli, Liber, 1633. URL consultato il 3 febbraio 2020.
- (LA) Caspar Schoppe, Arcana Societatis Jesu, 1635. URL consultato il 3 febbraio 2020.